# Journal of Lie Theory
Journal of Lie Theory is een internationaal, aan collegiale toetsing onderworpen wetenschappelijk tijdschrift op het gebied van de wiskunde, onder andere over Lie-groepen en topologie.
De naam wordt in literatuurverwijzingen meestal afgekort tot J. Lie Theory.
Het wordt uitgegeven door de Duitse uitgeverij Heldermann en verschijnt 4 keer per jaar.
Het eerste nummer verscheen in 1991.